# Klooster van Batalha
Het Klooster van Batalha (Portugees: Mosteiro de Santa Maria da Vitória of Mosteiro da Batalha), is een klooster in de plaats Batalha in Portugal. In 1386 gaf koning Johan I de opdracht tot het bouwen van het klooster, nadat de Portugezen het jaar daarvoor de Castilianen hadden overwonnen tijdens de slag bij Aljubarrota (batalha betekent "slag"). Het klooster is officieel vernoemd naar de heilige Maagd Maria vanwege deze overwinning (in het Portugees vitória). De constructie van het dominicaanse klooster duurde anderhalve eeuw, onder de heerschappij van zeven verschillende koningen, tot ongeveer 1517, tijdens de regeerperiode van koning Emanuel I. Al vanaf 1388 woonde er een aantal Dominicanen in het klooster. Het gebouw is één groot kunstwerk en bevat veel elementen van de Portugese laatgotische stijl, de manuelstijl. Sinds 1983 staat het Klooster van Batalha op de werelderfgoedlijst van UNESCO. Het is sinds 1910 een nationaal monument. Daarnaast werd het in 2007 in Portugal uitgeroepen tot een van de zeven wonderen van Portugal.

## Gebouwen

### Stichterskapel
De "Stichterskapel" (Portugees: Capela do Fundador) is een van de meest belangrijke gebouwen van het klooster. Het werd gebouwd tussen 1426 en 1434. In de kapel bevinden zich de grafkisten van koning Johan I van Portugal, die in 1433 overleed, en zijn vrouw Filippa van Lancaster, die in 1415 al was overleden. Een aantal elementen van de kapel werden verwoest door de aardbeving van 1755.

### Onvoltooide kapellen
De Capelas Imperfeitas, in het Nederlands letterlijk "onvoltooide kapellen", officieel Panteão de D. Duarte ("pantheon van koning Eduard") is een groep kapellen die oorspronkelijk bedoeld was als begraafplaats van koning Johan I, zoals stond beschreven in diens testament. Koning Eduard gaf daarom opdracht tot de constructie van de kapellen, aangrenzend aan het hoofdeinde van de kerk. Waarschijnlijk werd er in 1434 aan de bouw begonnen, maar om onduidelijke redenen werden de kapellen nooit afgemaakt. Wellicht had het te maken met de dood van Eduard I in 1438.
De Capelas Imperfeitas is een achthoekig gebouw, waaromheen zich zeven straalkapellen bevinden. De bedoeling was om het gebouw een dak te geven, maar dit werd nooit gebouwd. Het werd later het mausoleum van koning Eduard en koningin Eleonora . Wanneer de grafkisten van het koninklijk paar naar de Capelas Imperfeitas zijn gebracht, is niet duidelijk. Het mausoleum werd versierd met verschillende symbolen, waaronder de koninklijke wapens en symbolische weergaven van Johan II (de pelikaan) en Eleonora (het visnet).

Klooster van Batalha - Santa Maria da Vitória Batalha
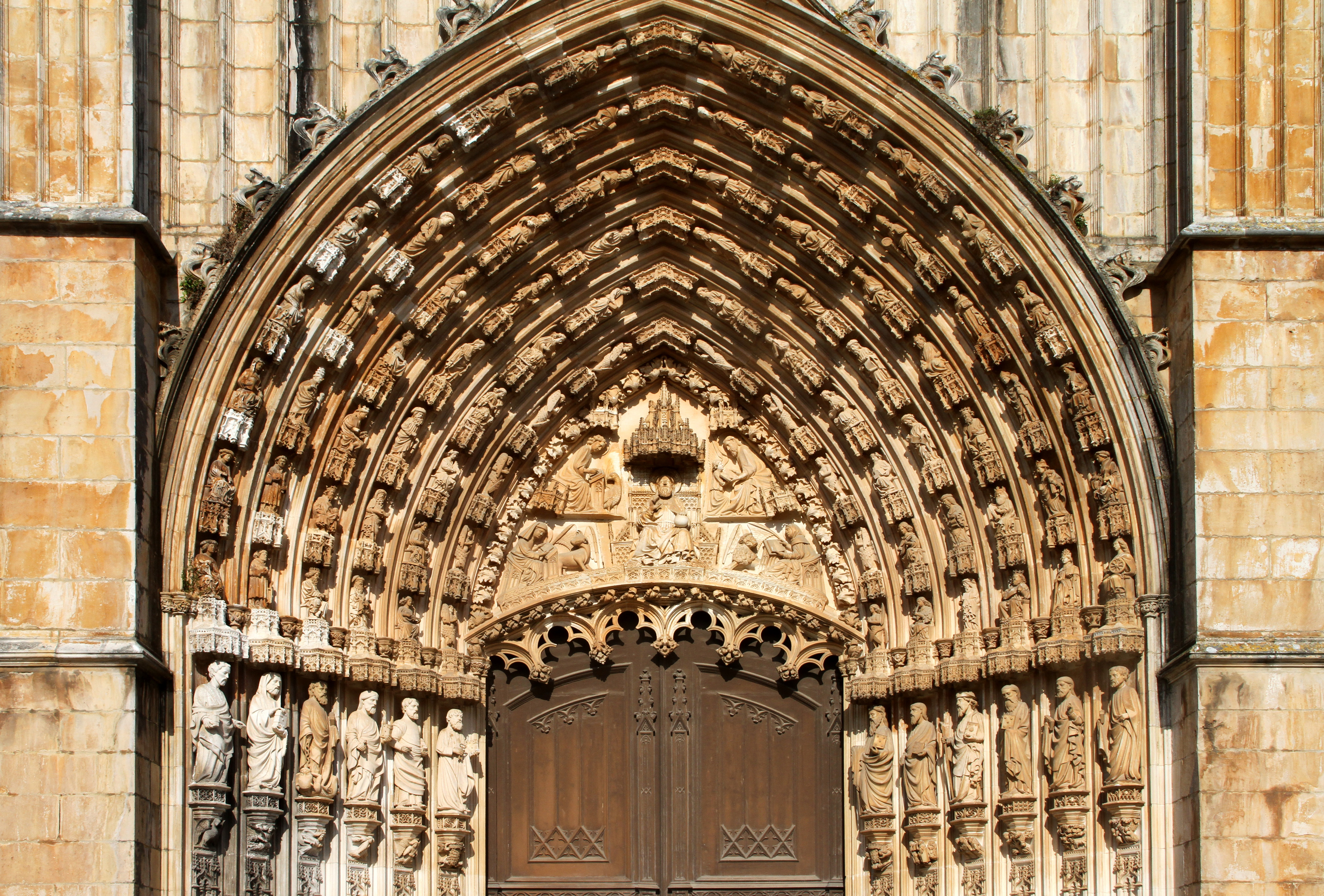
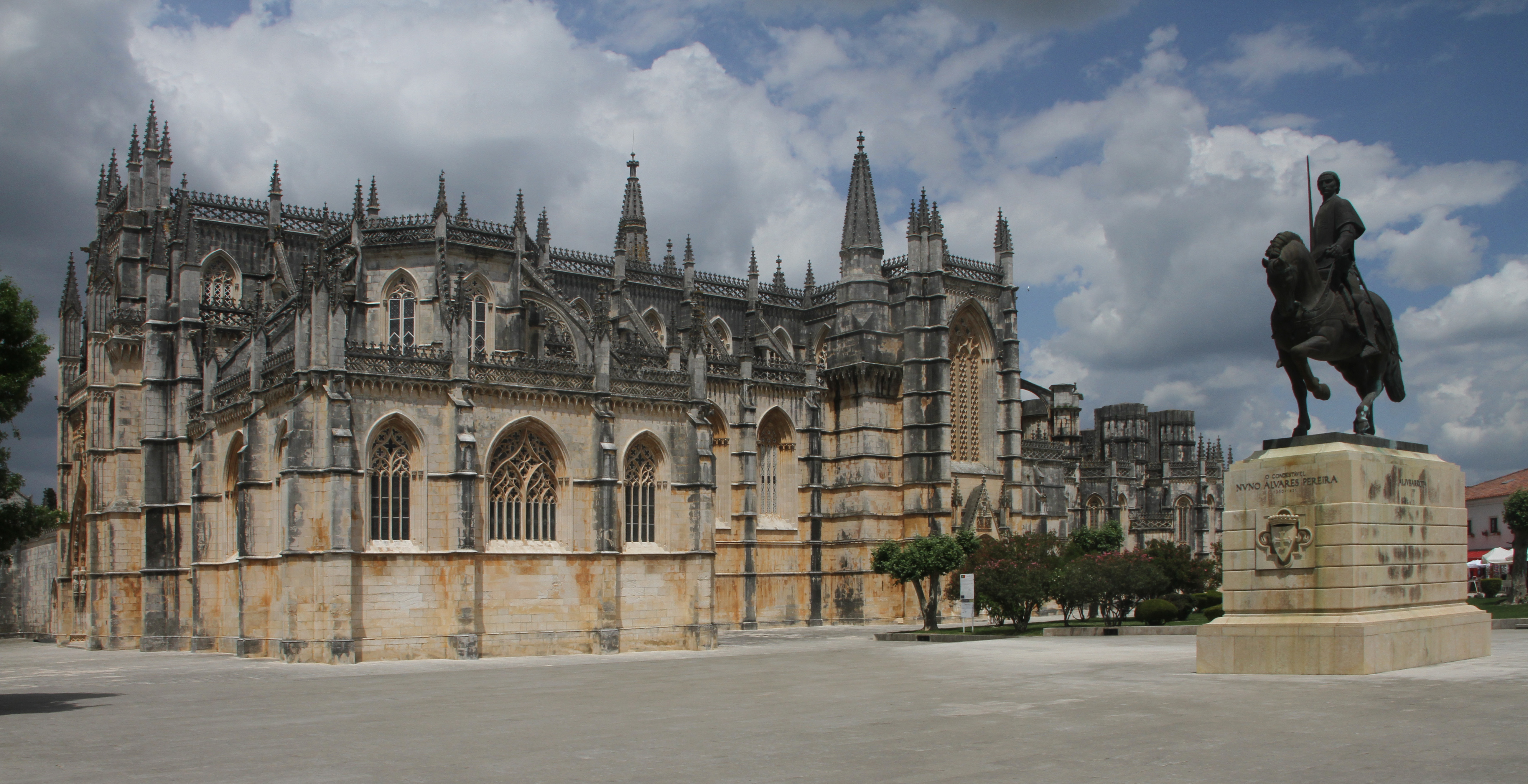
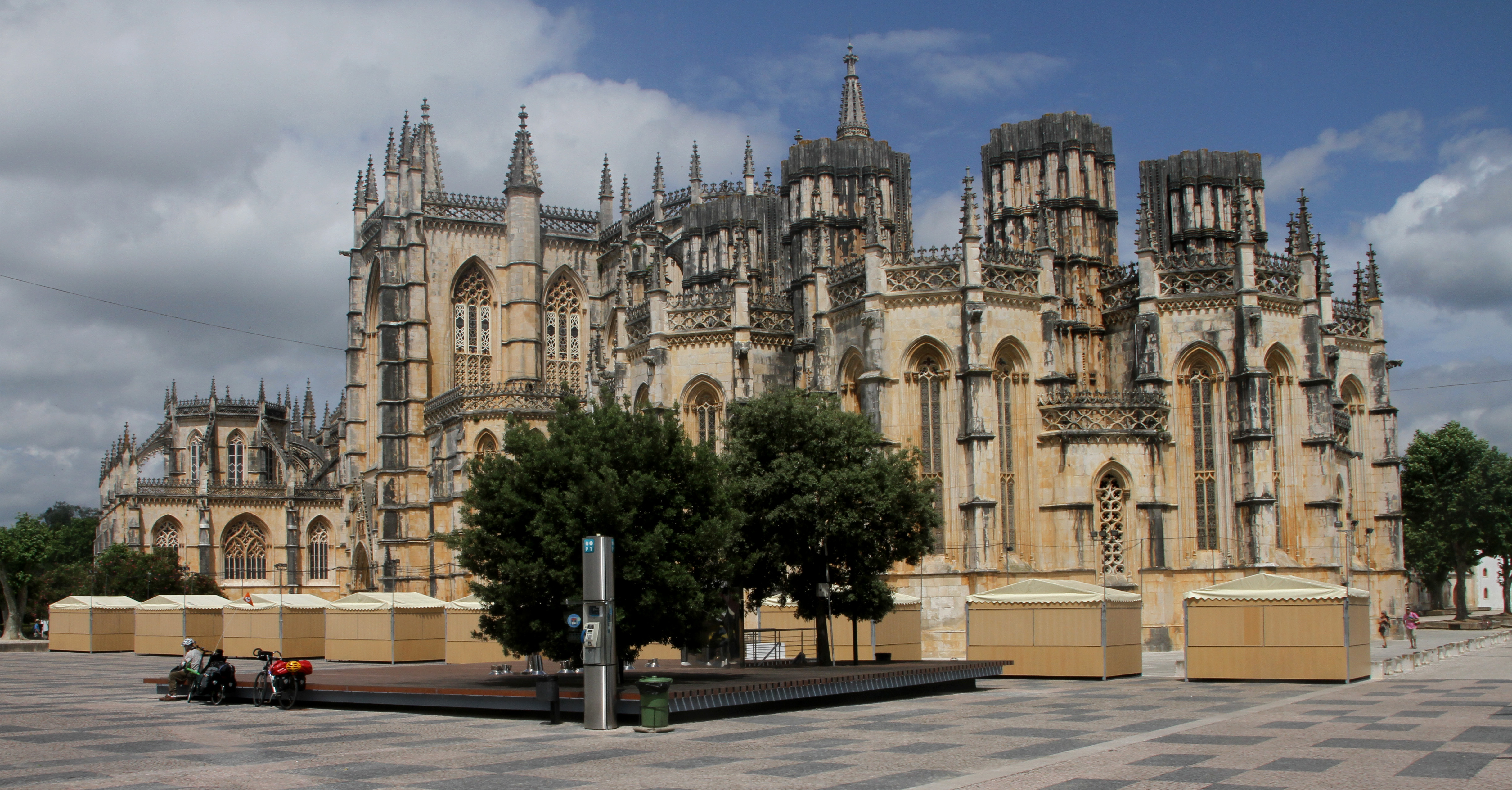
Onvoltooide kapellen
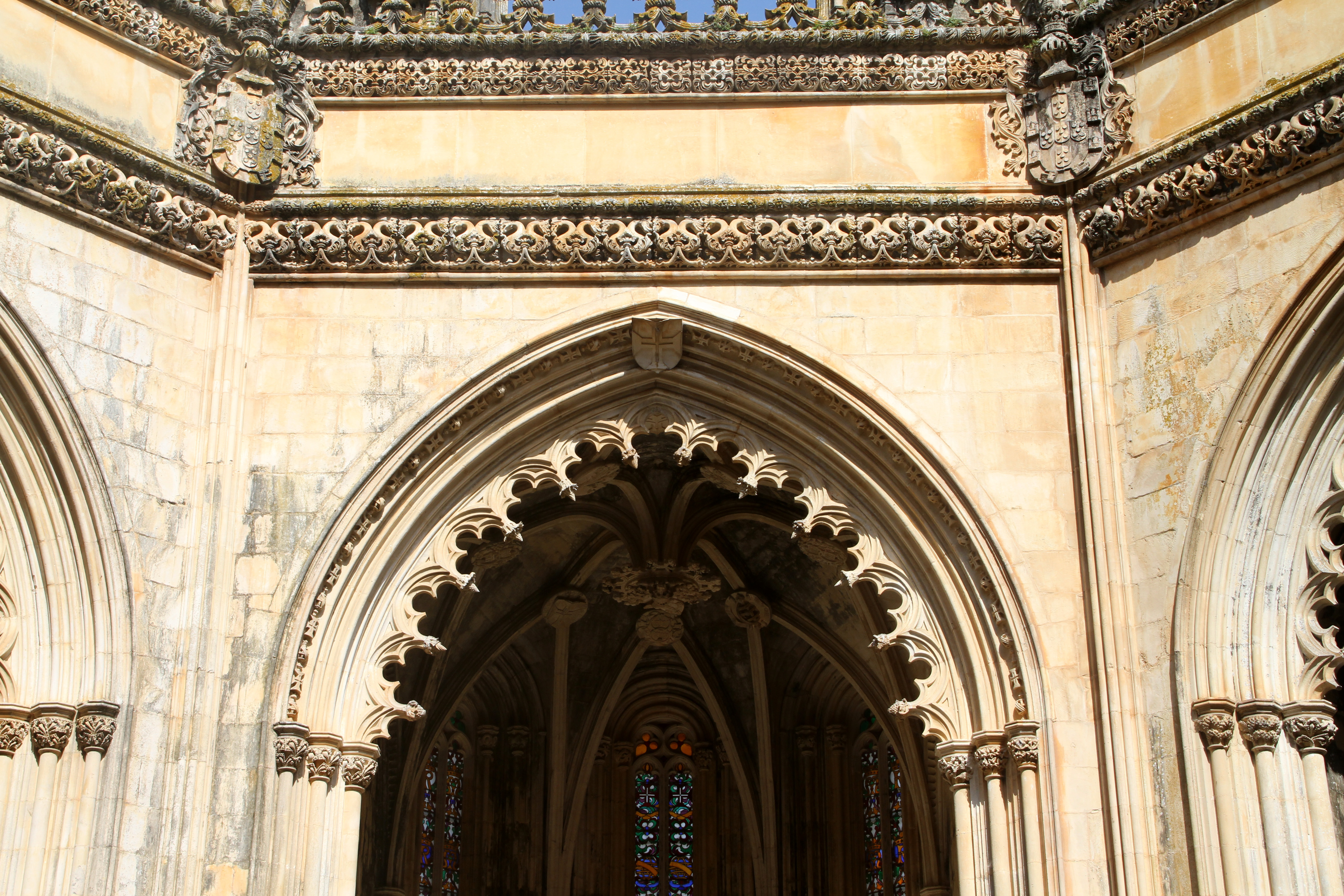
Onvoltooide kapellen
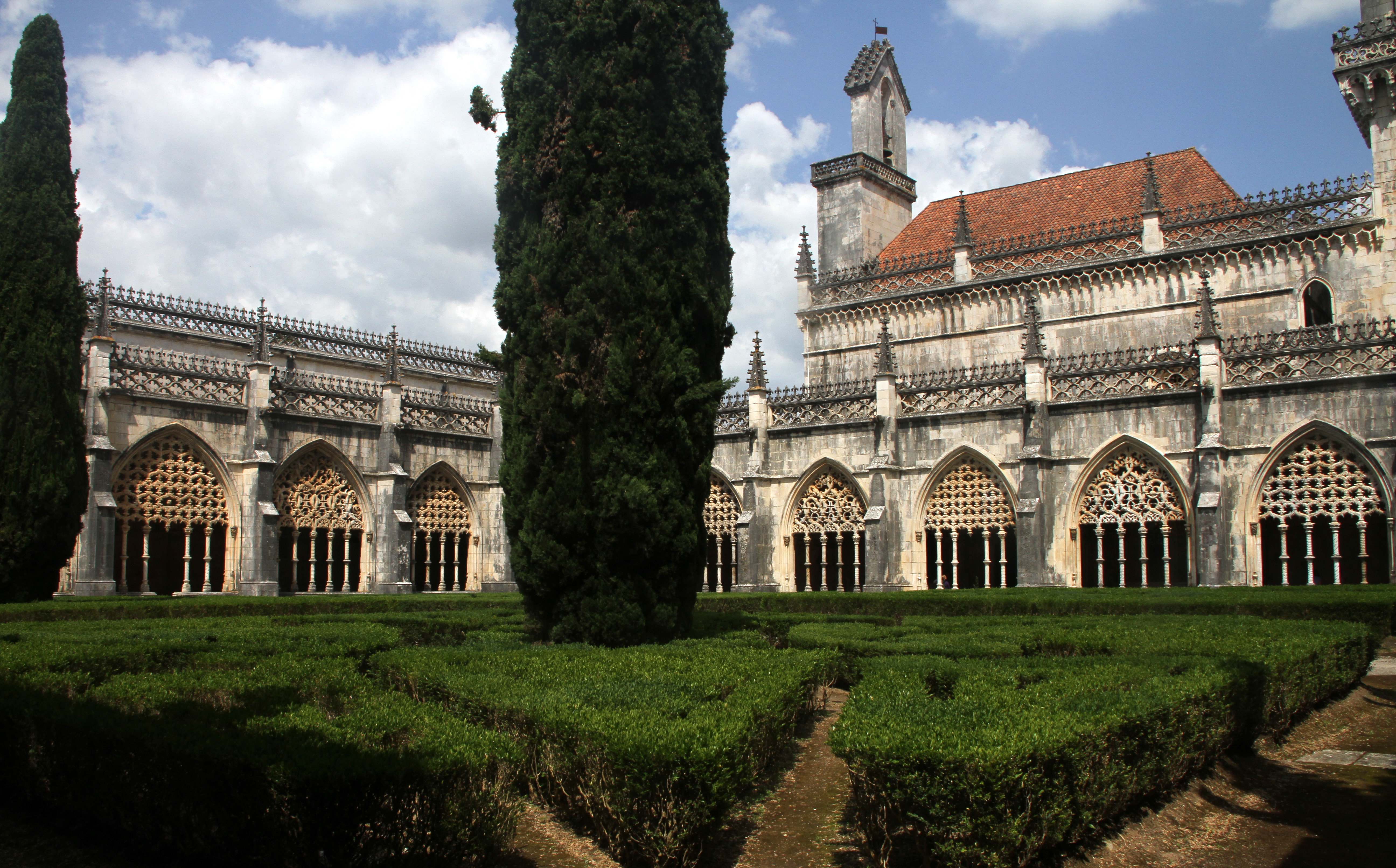
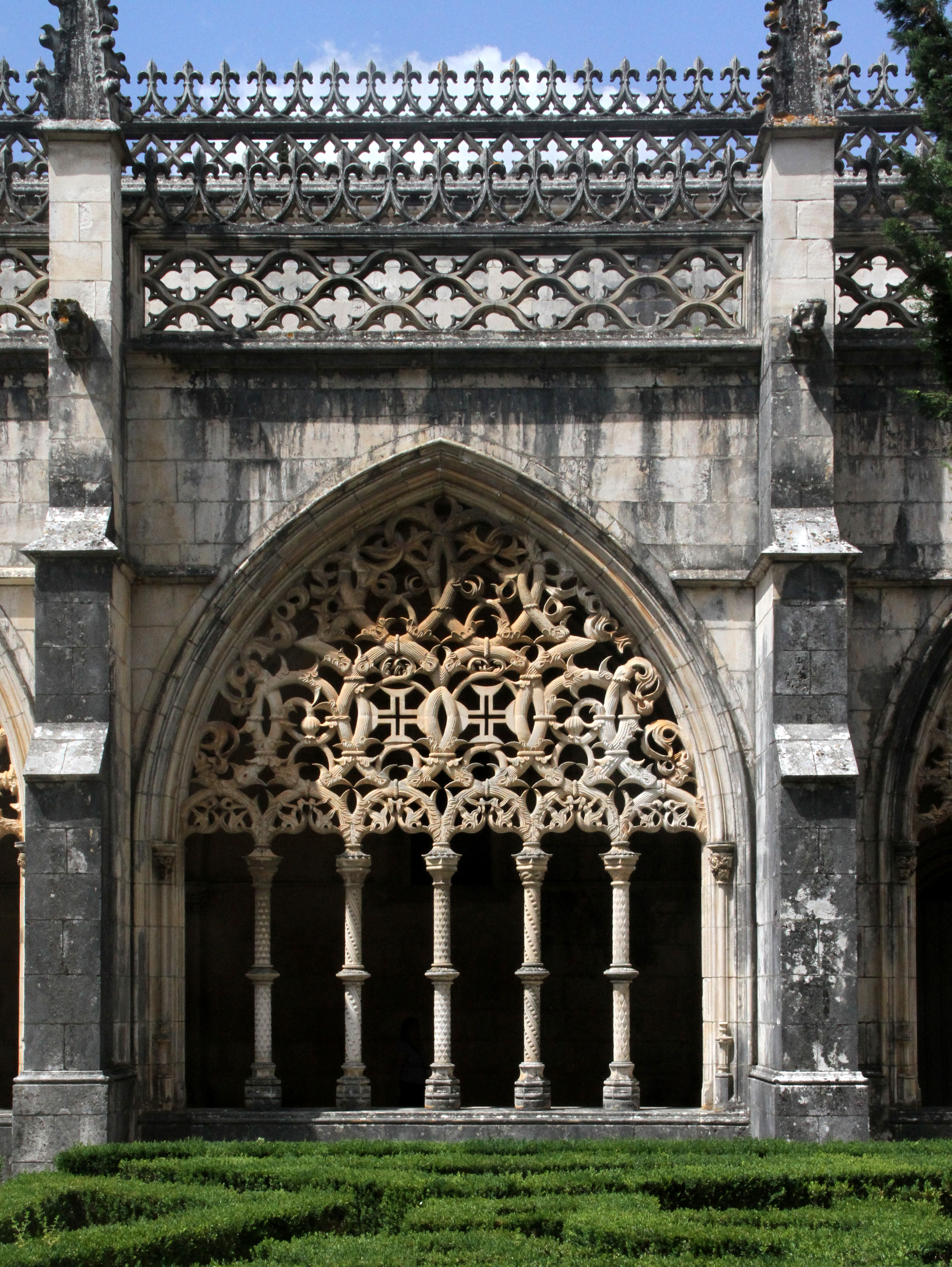
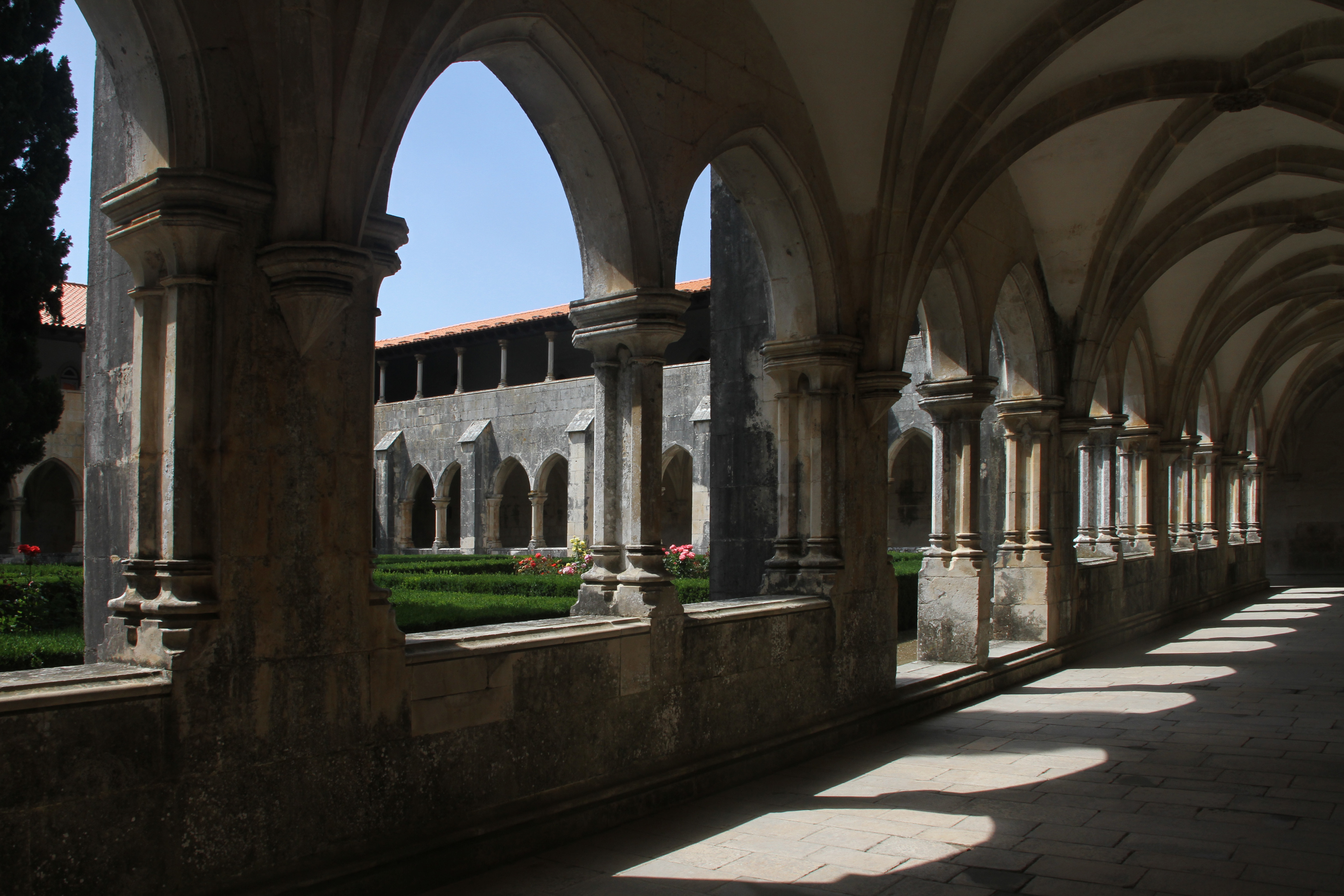
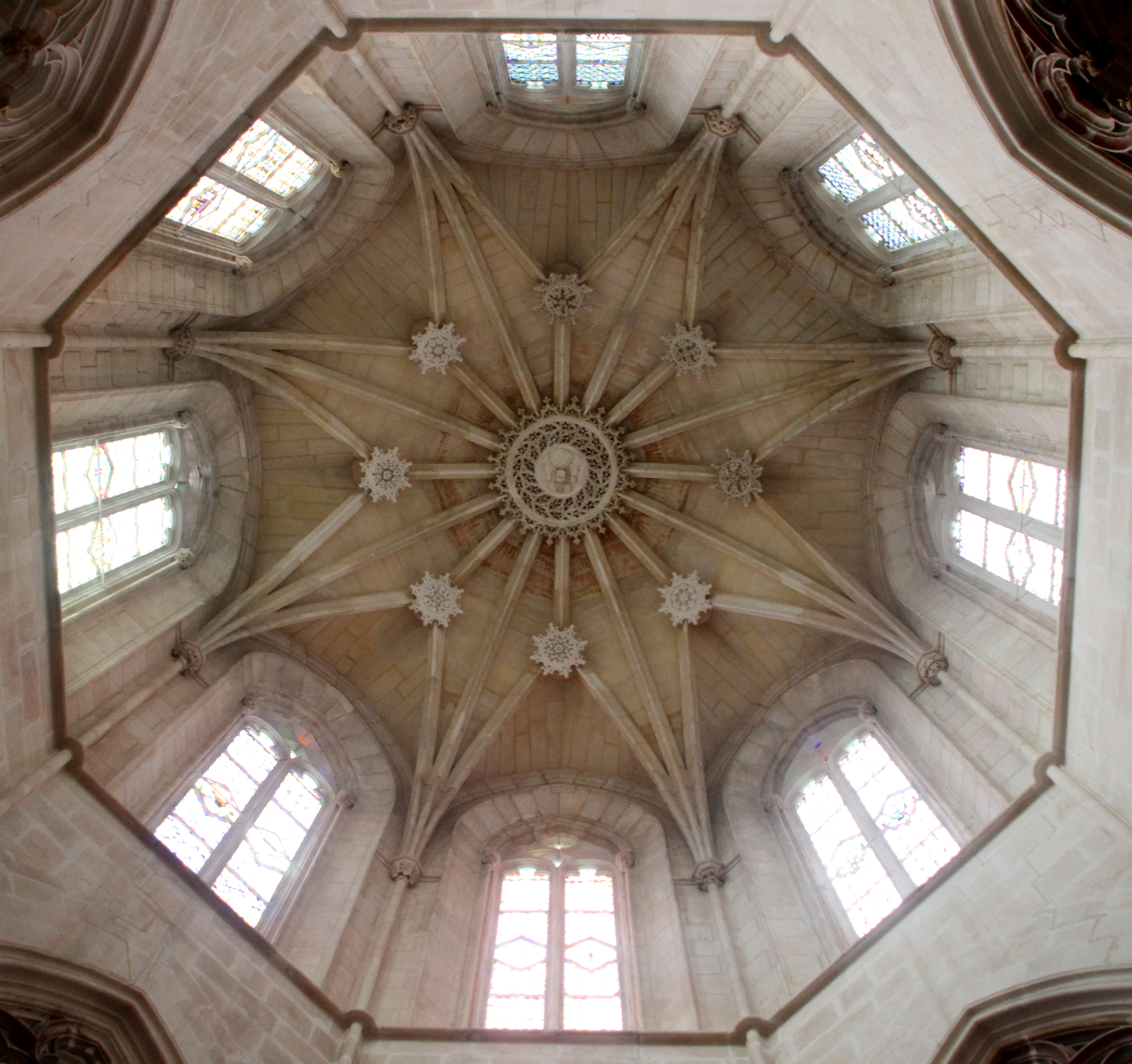
Stichterskapel
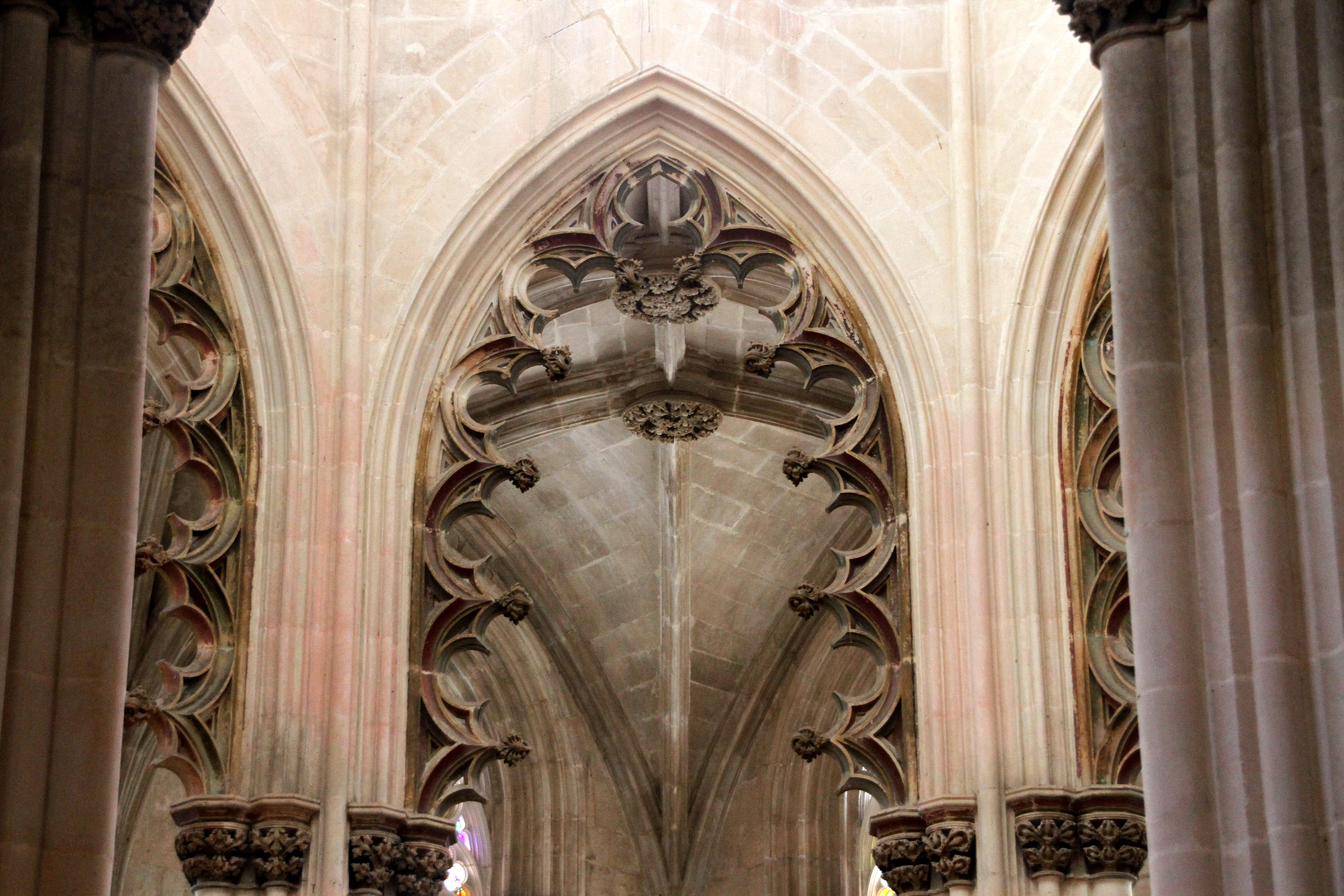